# ITF feminino de Dinan
O ITF feminino de Dinan – ou Open Gaz de France de Bretagne, na última edição – foi um torneio de tênis profissional feminino, de nível ITF US$ 75.000.
Realizado em Dinan, no noroeste da França, estreou em 1996 e durou treze edições. Os jogos eram disputados em quadras de saibro cobertas durante o mês de abril.
Foi transferido para Saint-Malo, com mudança de premiação e cobertura de superfície, a partir de 2008.

## Finais

### Simples
| Ano  | Campeã            | Vice-campeã          | Resultado     |
| ---- | ----------------- | -------------------- | ------------- |
| 2007 | Maša Zec Peškirič | Karin Knapp          | 6–4, 6–2      |
| 2006 | Timea Bacsinszky  | Yaroslava Shvedova   | 4–6, 7–5, 6–2 |
| 2005 | Roberta Vinci     | Zuzana Ondrášková    | 7–5, 7–5      |
| 2004 | Timea Bacsinszky  | Tzipora Obziler      | 6–2, 6–1      |
| 2003 | Eva Birnerová     | Zuzana Ondrášková    | 1–6, 6–2, 6–3 |
| 2002 | Émilie Loit       | Zuzana Ondrášková    | 6–2, 7–5      |
| 2001 | Cătălina Cristea  | Seda Noorlander      | 6–4, 6–2      |
| 2000 | Melanie Schnell   | Julia Vakulenko      | 2–6, 6–1, 6–2 |
| 1999 | Lubomira Bacheva  | Stéphanie Foretz     | 6–2, 2–6, 6–1 |
| 1998 | Émilie Loit       | Élodie Le Bescond    | 6–1, 6–1      |
| 1997 | Émilie Loit       | Emmanuelle Curutchet | 6–2, 7–6      |
| 1996 | Selima Sfar       | Virginie Massart     | 6–4, 7–6      |

### Duplas
| Ano  | Campeãs                                 | Vice-campeãs                                     | Resultado      |
| ---- | --------------------------------------- | ------------------------------------------------ | -------------- |
| 2007 | Angelique Kerber Yvonne Meusburger      | Stéphanie Foretz Aurélie Védy                    | 6–4, 66–7, 6–2 |
| 2006 | Klaudia Jans-Ignacik Henrieta Nagyová   | Mădălina Gojnea Agnieszka Radwańska              | 3–6, 6–2, 6–4  |
| 2005 | Michaëlla Krajicek Ágnes Szávay         | Yuliya Beygelzimer Sandra Klösel                 | 7–5, 7–5       |
| 2004 | Darija Jurak Galina Voskoboeva          | Gulnara Fattakhetdinova Anastasia Rodionova      | 6–3, 6–2       |
| 2003 | Gabriela Navrátilová Michaela Paštiková | Goulnara Fattakhetdinova Galina Fokina           | 1–6, 6–2, 6–3  |
| 2002 | Caroline Dhenin Émilie Loit             | Yuliya Beygelzimer Patty Van Acker               | 6–3, 6–1       |
| 2001 | Eleni Daniilidou Caroline Schneider     | Vanessa Henke Syna Schmidle                      | 6–3, 7–64      |
| 2000 | Vanessa Paffrath Syna Schreiber         | Stéphanie Foretz Patty Van Acker                 | 26–7, 6–4, 6–2 |
| 1999 | Janette Husárová Rita Kuti-Kis          | Rosa María Andrés Rodríguez Mariam Ramón Climent | 6–4, 6–2       |
| 1998 | Camille Pin Aurélie Védy                | Tathiana Garbin Oana-Elena Golimbioschi          | w.o.           |
| 1997 | Cécile de Winne Sophie Goerges          | Émilie Loit Laëtitia Sanchez                     | 7–5, 6–2       |
| 1996 | Ariadne Katsoulis Bérangère Quillot     | Pavlina Bartůňková Alina Jidkova                 | 6–2, 6–2       |